# Kwakwa (trommel)
Een kwakwa is een Surinaams slaginstrument. Naast de bedoeling om er het ritme mee aan te geven werd het oorspronkelijk ook gebruikt om boodschappen over te dragen.
De kwakwa is een trommel die gemaakt is van een uitgeholde boomstam, waarbij de spleet (splitdrum) wordt bespeeld met twee stokken. Samen met de lage klanken van de agida kan er met een hogere slagklank van de kwakwa meer gecompliceerde geluiden voortgebracht worden.